# Бодіо (Тічино)
Бодіо (італ. Bodio) — громада  в Швейцарії в кантоні Тічино, округ Левентіна.

## Географія
Громада розташована на відстані близько 130 км на південний схід від Берна, 23 км на північний захід від Беллінцони.
Бодіо має площу 6,5 км², з яких на 13,8% дозволяється будівництво (житлове та будівництво доріг), 3,1% використовуються в сільськогосподарських цілях, 70% зайнято лісами, 13,1% не є продуктивними (річки, льодовики або гори).

## Демографія
2019 року в громаді мешкало 968 осіб (-1,2% порівняно з 2010 роком), іноземців було 48,6%. Густота населення становила 149 осіб/км².
За віковим діапазоном населення розподілялося таким чином: 20% — особи молодші 20 років, 57,9% — особи у віці 20—64 років, 22,1% — особи у віці 65 років та старші. Було 451 помешкань (у середньому 2,1 особи в помешканні).
Із загальної кількості 483 працюючих 5 було зайнятих в первинному секторі, 331 — в обробній промисловості, 147 — в галузі послуг.